# 环城乡 (榆树市)
环城乡，是中华人民共和国吉林省长春市榆树市下辖的一个乡镇级行政单位。

## 行政区划
环城乡下辖以下地区：
桂家村、东岭村、朝阳村、平安村、八家村、双井村、城子村、万龙村、卢家村、封堆村、胜利村、房身村、西良村、四间村、福安村、六合村、姜家村、张奎村、三道村、夏宝村、柳树村、肖乡村、东沟村和朱家村。